# Daniel Lopes

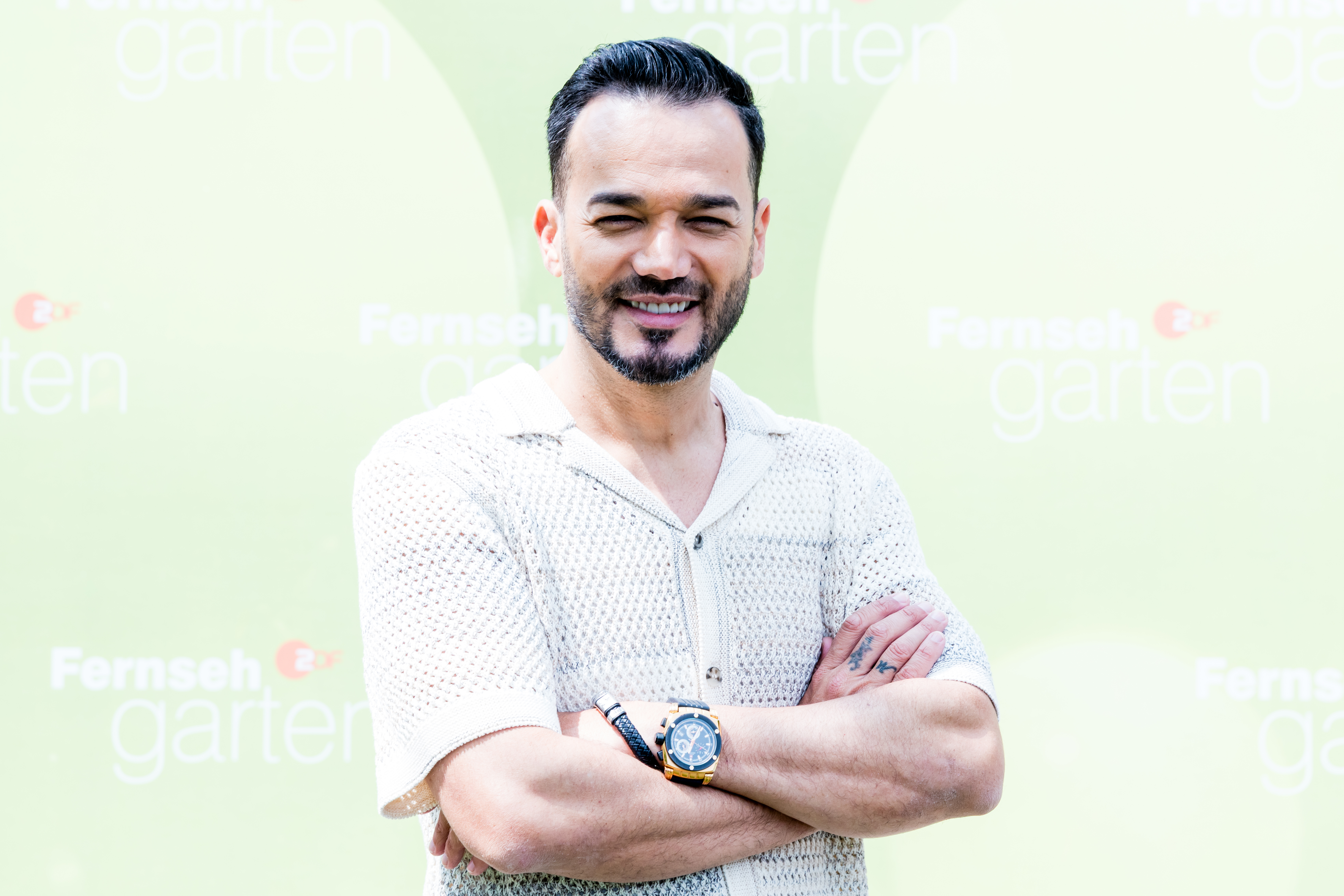
Daniel Lopes (2025)

Daniel Lopes (* 12. November 1976 in Teresina, Brasilien) ist ein deutscher Popsänger. Einem größeren Publikum wurde er im Winter 2002/2003 durch seine Teilnahme an der ersten Staffel der Castingshow Deutschland sucht den Superstar bekannt.

## Biografie

### Werdegang
Lopes wuchs in Recife/Brasilien auf. Als er fünf Jahre alt war, starb sein Vater. Vier Jahre später kam seine dreizehnjährige Schwester bei einem Autounfall ums Leben. Im Alter von 15 Jahren siedelte er zusammen mit seiner Mutter und seinem älteren Bruder nach Deutschland über und wohnte im Stadtteil Schloß Holte im Kreis Gütersloh. Seine Mutter heiratete wieder und Lopes wurde von seinem Stiefvater adoptiert. Nach dem Abschluss der Realschule absolvierte er eine Ausbildung als Versicherungskaufmann.
Als 10-Jähriger erlernte er im Selbststudium, Klavier und Gitarre zu spielen und spielte fortan in der Jugendband Crazy Boys, die nach eigenen Angaben regional erfolgreich war. In Deutschland erhielt er nach seiner Teilnahme an einem Probesingen im Rahmen des Modelwettbewerbs Gesicht '97 einen ersten Autorenvertrag.
2002/2003 war er gemäß Dieter Bohlen mit der Sängerin Juliette Schoppmann liiert.
2012 musste Lopes Insolvenz anmelden.
Im September 2016 heiratete Lopes in Brasilien die Fitness-Trainerin Magna Cavalcante. Am 20. September 2020 wurde das Paar Eltern eines Sohnes. Lopes hat darüber hinaus zwei Söhne (* 2006 und * 2013) aus früheren Beziehungen.

### Deutschland sucht den Superstar
Ein Karrieresprung gelang ihm 2002/2003 mit seiner Teilnahme an der ersten Staffel der von dem Musiker, Komponisten und Produzenten Dieter Bohlen geprägten Castingshow Deutschland sucht den Superstar (DSDS) des deutschen Fernsehsenders RTL. Dort zog er über mehrere Qualifikationsrunden in das Finale der Top 10 ein. Schließlich musste er am 11. Januar 2003 aus dem Wettbewerb ausscheiden und belegte den siebten Platz.
Zusammen mit den anderen Finalisten war er Ende 2002 an der Single We Have a Dream beteiligt. Die Single erreichte die Spitze der deutschen Charts und war 2003 die meistverkaufte Platte des Jahres.
| Mottoshow (Datum)                  | Originalinterpret           | Lied                | Anrufer in Prozent     |
| ---------------------------------- | --------------------------- | ------------------- | ---------------------- |
| 3. Top-30-Show (14. Dezember 2002) | Jon Secada                  | Angel               | 35 % (Platz 1 von 10)  |
| Mein Superstar (21. Dezember 2002) | Ricky Martin                | Livin’ La Vida Loca | 4,4 % (Platz 6 von 10) |
| Lovesongs (28. Dezember 2002)      | George Michael              | Careless Whisper    | 4,2 % (Platz 8 von 9)  |
| Hits 2002 (4. Januar 2003)         | Enrique Iglesias            | Hero                | 12,1 % (Platz 4 von 7) |
| Musical (11. Januar 2003)          | Regina Belle & Peabo Bryson | A Whole New World   | 6,4 % (Platz 7 von 7)  |

### Spätere Karriere
Unmittelbar nach dem Ausscheiden aus DSDS erhielt Lopes einen Plattenvertrag. Sein neuer Manager wurde Gerd Graf Bernadotte. Noch während die erste Staffel lief, kam im Februar 2003 seine Debütsingle Shine On auf den Markt und kurz darauf auch sein in Miami aufgenommenes und von Frank Farian produziertes Album For You. Mit der Single stieg er in die deutschen Charts ein.
Die nicht mit den Produzenten der Sendung abgestimmte Veröffentlichung führte jedoch zum Ausschluss von der gemeinsamen Tour aller DSDS-Finalisten, die mit einer eigenen CD warten mussten, bis die erste Aufnahme des Siegers ein halbes Jahr auf dem Markt war. Die Parts von Lopes wurden von allen Liedern des Albums United, außer der vorab ausgekoppelten Single We Have a Dream, gelöscht.
Seine zweite Single sowie eine Neuinterpretation des Wham!-Klassikers Last Christmas für das Weihnachtsgeschäft 2003 verfehlten Charterfolge.
2004 war Lopes als Teilnehmer der Reality-Show Die Alm zu sehen, die auf ProSieben ausgestrahlt wurde. Im selben Jahr trat er beim RTL Promiboxen gegen den Schauspieler Dustin Semmelrogge an und verlor durch Technischen KO in der dritten Runde.
Nach einer Party in St. Tropez entwickelte er mit Bob Sinclar seine Leidenschaft für die House- und Elektro-Musik. Seitdem arbeitet er in der House- und Electroszene als Songwriter, DJ und MC.
Im Jahr 2011 war er als Kandidat in der RTL-Show Das Supertalent zu sehen und erreichte in der Show am 29. Oktober 2011 die zweite Runde. Die Live-Shows erreichte er wegen einer vergessenen Textpassage bei dem Lied Hero von Enrique Iglesias nicht.
2012 nahm Lopes an der sechsten Staffel der RTL-Reality-Show Ich bin ein Star – Holt mich hier raus! teil, wurde jedoch als erster Kandidat von den Zuschauern herausgewählt. Anschließend zog Lopes zurück nach Brasilien, um dort Musik zu machen.
2014 unterschrieb er einen Platten- und Managementvertrag bei dem Plattenlabel Lacave-Records und veröffentlichte eine gemeinsame Single mit Marcelos Pi (Lacave-Records) mit dem Titel Golden Night.
2018 nahm er an der brasilianischen Casting-Show The Voice Brasil teil.
2022 war Lopes mit der Stripper-Gruppe Sixx Paxx auf Tournee.
2024 war Lopes Kandidat bei der 12. Staffel von Promi Big Brother, wo er mit Platz 10 abschnitt.

## Diskografie
Studioalben

| Jahr | Titel Musiklabel       | Höchstplatzierung, Gesamtwochen, AuszeichnungChartplatzierungen (Jahr, Titel, Musiklabel, Platzierungen, Wochen, Auszeichnungen, Anmerkungen) | Höchstplatzierung, Gesamtwochen, AuszeichnungChartplatzierungen (Jahr, Titel, Musiklabel, Platzierungen, Wochen, Auszeichnungen, Anmerkungen) | Höchstplatzierung, Gesamtwochen, AuszeichnungChartplatzierungen (Jahr, Titel, Musiklabel, Platzierungen, Wochen, Auszeichnungen, Anmerkungen) | Anmerkungen                            |
| Jahr | Titel Musiklabel       | DE | AT | CH | Anmerkungen                            |
| ---- | ---------------------- | --- | --- | --- | -------------------------------------- |
| 2003 | For You FAR Music (DA) | DE35 (4 Wo.)DE | — | CH88 (1 Wo.)CH | Erstveröffentlichung: 24. Februar 2003 |